# Вірменська область
41° пн. ш. 44° сх. д. / 41° пн. ш. 44° сх. д.Вірменська область (рос. Армянская область; вірм. Հայկական մարզ; азерб. ارمنی ولایتی) — адміністративна одиниця Російської імперії, що існувала в 1828-1840 роках на частині історичної території Східної Вірменії.
Вірменська область із центром у місті Ерівань включала території колишніх Еріванського і Нахічеванського ханств, що увійшли до складу Російської імперії згідно з умовами Туркманчайського мирного договору, який завершив російсько-перську війну (1826-1828).
6 жовтня 1827 року було запроваджено тимчасову військову адміністрацію на новозавойованих територіях, яка проіснувала до 21 березня наступного року, коли згідно з Найвищим указом Імператора Миколи I було утворено Вірменську область.
Сьогодні колишня територія області розділена між Республікою Вірменія, провінцією Игдир (Туреччина) і Нахічеванською Автономною Республікою (Азербайджан).